# 沙爾甘8字線

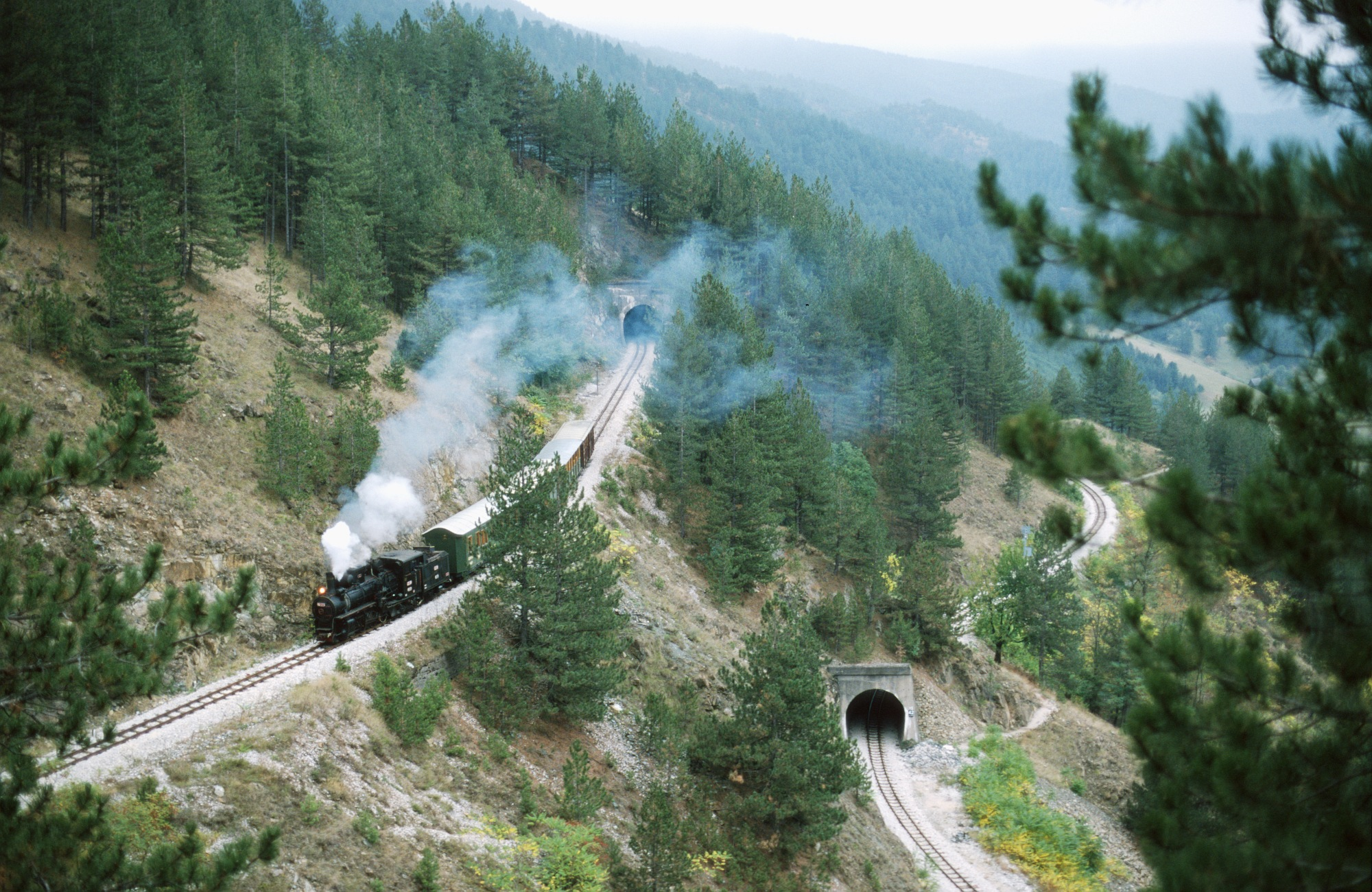
沙爾甘8字線

沙爾甘8字線是塞爾維亞的一條窄軌鐵路線路，兩側端點是莫克拉戈拉村（Mokra Gora）和沙爾甘維塔西村（Šargan Vitasi），因線路呈8字形得名。运行的火车名为“怀旧号”。
該鐵路有計劃延伸至波赫的塞族共和國。2017年，該鐵路接待遊客數達7.5萬人，其中2.5萬人來自塞爾維亞以外國家。

## 外部連結
- Official information on Serbian Railways Site
- The 'Šargan Eight' Narrow Gauge Railroad Tour （页面存档备份，存于）
- Šargan Eight gallery （页面存档备份，存于）
- Šargan Photo Gallery （页面存档备份，存于）

43°48′00″N 19°31′19″E / 43.8000°N 19.5220°E